# Svjetsko prvenstvo u atletici 2011.
13. Svjetsko prvenstvo u atletici (korejski: 제13회 세계육상선수권대회) održano je u južnokorejskom gradu Daeguu od 27. kolovoza do 4. rujna 2011. godine pod vodstvom IAAF-a. 
Na prvenstvu se natjecalo 1.848 atletičara u 47 natjecanja iz 204 države svijeta. Najviše odličja, njih 25 (12 zlatnih, 8 srebrnih i 6 brončanih), osvojile su Sjedinjene Američke Države.
Tijekom prvenstva oboren je 41 nacionalan rekord, 4 lokalna rekorda, 3 rekorda natjecanja i 1 svjetski rekord.